# 納塔利內 (克拉斯諾赫拉德區)
49°20′44″N 35°28′55″E / 49.34556°N 35.48194°E

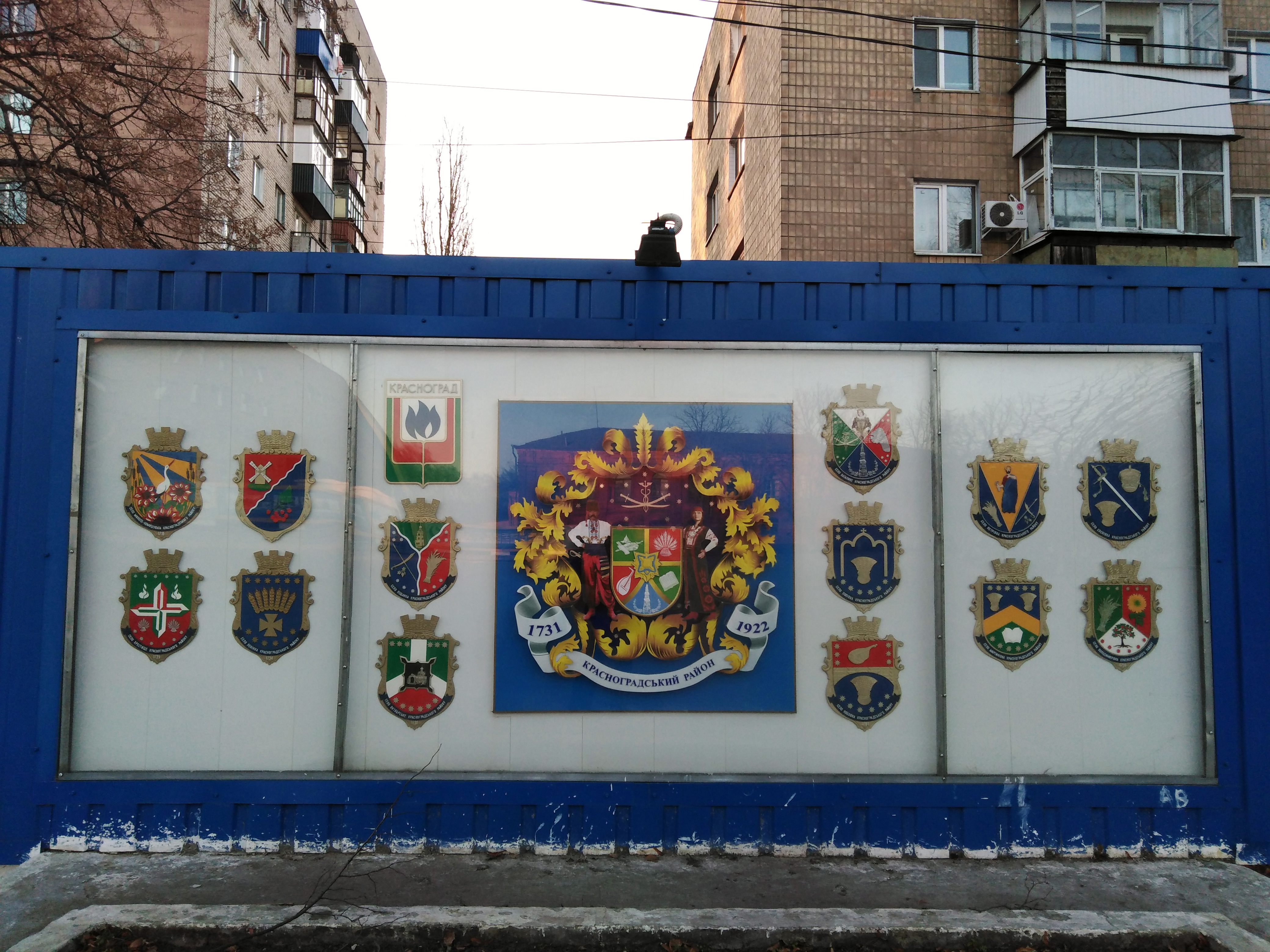
别列斯京区各居民点的盾徽

納塔利內（烏克蘭語：Наталине）是位於烏克蘭東部的村莊，由哈爾科夫州别列斯京区的納塔利內市鎮負責管轄。該村始建於1780年，面積3.08平方公里，海拔高度103米，2023年人口2,643，人口密度每平方公里1,166.9人。
1. ↑  . natalynska-gromada.gov.ua.   [2024-10-22]. （原始内容存档于2024-05-26） （乌克兰语）.